# Svetlyachok
Svetlyachok en ruso: Светлячок, es una variedad cultivar de ciruelo (Prunus domestica), de las denominadas ciruelas europeas,
una variedad de ciruelaobtenida en el "Instituto Panruso de Investigación de Genética y Selección de Plantas Frutales, I.V. Michurin". Las frutas tienen un tamaño grande, son redondos y anchos, forma regular, color de la cubierta esamarillo dorado, cubiertos en un grado medio con una capa de pruina blanquecina, y pulpa de color amarilla y jugosa de jugo incoloro, y sabor agridulce.

## Sinonimia
- "Светлячок",
- "Luciérnaga",
- "Слива Светлячок",
- "Sliva Svetlyachok".[4][5]

## Historia
'Svetlyachok' es una variedad de ciruela creada por el equipo de obtentores formado por G.A. Kursakov, G.G. Nikiforova, y R.E. Bogdanov en el "Instituto Panruso de Investigación de Genética y Selección de Plantas Frutales, I.V. Michurin" mediante el cruce de la variedad 'Eurasia 21' como "Parental Madre" x el polen de la variedad 'Volzhskaya Krasavitsa' como "Parental Padre".
'Svetlyachok' se encuentra en fase de evaluación de variedades desde 2004.

## Características
'Svetlyachok' es un árbol de tamaño mediano con copa extendida y densidad media. Los brotes son delgados, rectos, de color marrón parduzco y pubescentes. Las hojas son medianas, elípticas, alargadas, de color verde oscuro, lisas y mate. La superficie de la lámina es cóncava. El borde de la hoja es aserrado. Las estípulas son medianas y de caída temprana. El pecíolo es mediano y pigmentado. Las flores son medianas y blancas. Floración temprana. Los árboles comienzan a dar frutos entre el tercer y cuarto año.
'Svetlyachok' tiene frutos de tamaño grande, tienen un peso promedio de 39,5 gr, son redondos y anchos, forma regular, con una capa cerosa media, ápice redondeado, un pequeño embudo en la base y una sutura ventral débil; piel mediana y desnuda, el color de la cubierta es amarillo dorado, cubiertos en un grado medio con una capa de pruina blanquecina; puntos pocas manchas subcutáneas, grises y apenas perceptibles; la sutura ventral es pequeña y ancha, pero claramente definida, no se agrieta; el pedúnculo es de longitud mediano y se separa bien de la rama; la pulpa es de color amarilla y jugosa (el jugo es incoloro), y sabor agridulce (puntuación de cata: 4,3). Composición bioquímica de los frutos: 13,0 % de azúcares, 0,97 % de ácidos y 6 mg/100 g de ácido ascórbico.
Hueso es semi adherente, se separa bien de la pulpa.
El fruto madura en la primera decena de agosto.

## Usos
Los frutos son adecuados tanto para el consumo en fresco como para diversos tipos de procesamiento: jugo con pulpa, mermelada, conservas.
Ventajas de la variedad: alta resistencia al invierno, abundante rendimiento anual y frutos de gran sabor. 
Apenas se han identificado desventajas.